# 長江有祐
長江 有祐（ながえ ゆうすけ、1985年7月19日 - ）は、日本のラグビー選手・投資家・起業家。株式会社SBS、一般社団法人スクラム、春日井シティウォリアーズ、春日井シティバルキリーズの代表を兼任しており、ラグビー日本代表。U21、U23日本代表、日本A代表。ポジションはプロップ(PR)。

## 人物
- 岐阜県多治見市出身。
- 多治見市立滝呂小学校・多治見市立多治見中学校卒業。
- 身長 171cm、体重 108kg
- 日本代表通算キャップ数は18。
- ニックネームはちょーさん。
- 「ラグビー×SDGs」を掲げ、ラグビーを通じて世の中に貢献していく活動をしている。

## 来歴
多治見中学校ではバスケットボール部に所属。
春日丘高等学校に入学しラグビーに出会う。
1年の夏休み前に「このままだと夏休みが暇になるから」という理由でラグビー部に入部。ラグビーを始めたときのポジションはセンター（CTB）公式戦デビューはウィング（WTB）。
2年の夏にプロップに転向し、3年に愛知県の選抜チームに選ばれ静岡国体ラグビー少年の部に出場。
高校時代の最高成績は愛知県ベスト8。
京都産業大学に入学後、1年生から公式戦全試合に出場。
2006年度の大学選手権では全国ベスト4に進出。
2007年、U21、U23日本代表に選出。
2008年、リコーに加入。同年9月14日に行われたトップイーストリーグ第2節の秋田ノーザンブレッツ戦にて先発出場で公式戦初出場を果たす。
2010年、プロ選手に転向。日本A代表に召集されヨーロッパ遠征。プロ選手としての活動だけでなく、日本大学通信教育学部に入学。投資家としての活動もスタート。
2011年、日本A代表でニュージーランド遠征。
2012年4月28日に行われたアジア5カ国対抗カザフスタン戦において日本代表として初出場。初キャップを獲得した。ワールドラグビーパシフィックネイションズカップにも全試合出場し、エディー・ジョーンズHCに「インターナショナルレベルで一番小さいプロップ」と言われる。秋の欧州遠征ではルーマニア代表に勝利し、日本代表の欧州での初勝利に貢献。
また同年に行われたラグマッチョ総選挙でリコーブラックラムズ代表となり最終14候補に選出される。
2013年、ワールドラグビーパシフィックネイションズカップに出場。6月にウェールズ代表に勝利する快挙に貢献し、11月には秩父宮ラグビー場で行われたオールブラックス（ラグビーニュージーランド代表）戦に出場。
2014年、豊田自動織機シャトルズへ移籍した。アジア5カ国対抗フィリピン代表戦で日本代表での初トライをする。11月のマオリ・オールブラックス戦ではメンバー入りするが出場はなかった。
2015年、アジアラグビーチャンピオンシップ香港代表戦に出場し勝利に貢献。代表合宿の練習中にケガをし、離脱。ラグビーワールドカップ2015のバックアップメンバーに選出された。
2018年3月、株式会社SBSを設立。トップ選手のセカンドキャリアに対する活動をスタートさせる。
2020年2月、International Rugby Academy of New Zealand（IRANZ）にてコーチング・クラブチーム運営などを学び、3月に豊田自動織機シャトルズを退団。
2020年5月、近鉄ライナーズに加入。
2021年2月、一般社団法人スクラムを設立。中部大学ラグビー部との連携が決まる。
2021年4月、愛知県春日井市を拠点にしたラグビー組織「春日井シティウォリアーズ」の活動をスタート。全国各地で出張アカデミーを開催。。
2021年5月、近鉄ライナーズを勇退した。
2021年12月、愛知県春日井市を拠点にした女子ラグビーのトップチーム「春日井シティバルキリーズ」の設立を発表。
2022年7月、トップウェストリーグの中部電力ラグビー部に選手兼FWコーチとして入団を発表。

## テレビ出演
- ナビゲーション（2019年9月20日、NHK）